# Печериця їстівна
Печериця їстівна, печериця тротуарна (Agaricus bitorquis (Quél.) Sacc., Agaricus edulis (Vitt.) F. H. Moell et j. Schaeff, Psalliota bitorquis Quél.) — їстівний гриб з родини агарикових — Agaricaceae.

## Опис
Шапка 3-15 см у діаметрі, товстощільном'ясиста, куляста, згодом опуклорозпростерта, біла, брудно-біла, зрідка жовтувато- або коричнювато-біла, матова, у центрі з малопомітними притиснутими лусочками, До краю волокниста, з коркуватою шкіркою. Пластинки вільні, рожевуваті, брудно-рожеві, пізніше темно-коричневі. Спорова маса пурпурово-коричнева. Спори майже кулясті, 4-6 Х 4-6 мкм, гладенькі. Ніжка 2-10 Х 1,5-2,5 см, дуже щільна, кольору шапки, з подвійним, щільним кільцем здебільшого в нижній частині. М'якуш білий, дуже щільний, при розрізуванні на повітрі злегка рожевів, приємний на смак і запах.

## Поширення та використання
Зустрічається по всій Україні у садибах, у містах на тротуарах, у степах, на полях (на щільному ґрунті); у травні — жовтні. Добрий їстівний гриб. Використовують свіжим.